# Japans Grand Prix 2007
Japans Grand Prix 2007 var det femtonde av 17 lopp ingående i formel 1-VM 2007. Detta var första gången sedan säsongen 1977 som tävlingen arrangerades på Fujibanan, vilket betydde att banan var ny för samtliga förare, utom för Adrian Sutil som kört i formel 3 på den tidigare.

## Rapport
Startordningen var Lewis Hamilton och Fernando Alonso i McLaren framför Kimi Räikkönen och Felipe Massa i Ferrari. Därefter följde Nick Heidfeld i BMW och Nico Rosberg i Williams. Loppet startades bakom säkerhetsbil på grund av kraftigt regn och samtliga var tvungna att använda extrema regndäck. Ferrari hade dock missat detta och båda förarna snurrade och fick gå i depå och byta till de beordrade kraftiga däcken och tappade därmed sina placeringar och hamnade sist i fältet. Massa körde om bakom säkerhetsbilen och fick ett drive through-straff och hamnade sist igen. Väderförhållandena förblev fortsatt dåliga och säkerhetsbilen stannade ute nitton varv innan den släppte iväg bilarna. Massa blev strax därefter påkörd av Alexander Wurz, som fick bryta. Vägen låg nu öppen för McLarenförarna som tog ledningen. Efter depåstoppet tappade emellertid dessa fart och Hamilton riskerade att bli av med ledningen till Mark Webber och kolliderade sedan med Robert Kubica på 35:e varvet och tappade då ledningen. Alonso snurrade på varvet efter och passerades sedan av Räikkönen. Hamilton återtog dock snabbt ledningen medan Alonso kraschade och tvingades bryta loppet. Säkerhetsbilen kom ut och samlade ihop fältet. Sebastian Vettel, som låg trea, körde på tvåan Webber bakom säkerhetsbilen, vilket medförde att båda fick bryta. 
Massa och Räikkönen körde upp sig till tredje respektive fjärde plats. Massa gick i depå vilket gav Räikkönen chans att jaga i kapp tvåan Heikki Kovalainen i Renault och lyckades men kom aldrig förbi. Hamilton körde säkert och vann loppet och lade därmed en god grund för att ta VM-titeln. Kovalainen gjorde ett fantastiskt lopp och tog sin första pallplats. På sista varvet blev det även en enorm duell mellan Massa och Kubica som körde jämsides i flera kurvor, innan Massa blev uttryckt i sista kurvan. Massa använde dock asfaltsytan bredvid banan för omkörning och tog därmed sjätteplatsen.

## Resultat
1. Lewis Hamilton, McLaren-Mercedes, 10 poäng
2. Heikki Kovalainen, Renault, 8
3. Kimi Räikkönen, Ferrari, 6
4. David Coulthard, Red Bull-Renault, 5
5. Giancarlo Fisichella, Renault, 4
6. Felipe Massa, Ferrari, 3
7. Robert Kubica, BMW, 2
8. Adrian Sutil, Spyker-Ferrari, 1
9. Vitantonio Liuzzi, Toro Rosso-Ferrari[1]
10. Rubens Barrichello, Honda
11. Jenson Button, Honda (varv 66, upphängningsskada)
12. Sakon Yamamoto, Spyker-Ferrari
13. Jarno Trulli, Toyota
14. Nick Heidfeld, BMW (65, tekniskt)
15. Takuma Sato, Super Aguri-Honda (65, kollision)

### Förare som bröt loppet
- Ralf Schumacher, Toyota (varv 55, punktering)
- Anthony Davidson, Super Aguri-Honda (54, gasspjällssensor)
- Nico Rosberg, Williams-Toyota (49, elektronik)
- Sebastian Vettel, Toro Rosso-Ferrari (46, kollision)
- Mark Webber, Red Bull-Renault (45, kollision)
- Fernando Alonso, McLaren-Mercedes (41, olycka)
- Alexander Wurz, Williams-Toyota (19, kollision)